# The Chamber (Lenny Kravitz)
The Chamber is een nummer van de Amerikaanse rockzanger Lenny Kravitz uit 2014. Het is de eerste single van zijn tiende studioalbum Strut.
Het nummer werd in een aantal Europese landen een hit. In Kravitz' thuisland de Verenigde Staten haalde het geen hitlijsten. In de Nederlandse Top 40 haalde het de 36e positie, en in de Vlaamse Ultratop 50 de 19e.